# Награди „Оскар“ (61-ва церемония)
Шестдесет и първата церемония по връчване на филмовите награди „Оскар“ се провежда на 29 март 1989 година. На нея се връчват призове за най-добри постижения във филмовото изкуство за предходната 1988 година. Събитието се провежда в „Шрайн Аудиториум“, Лос Анджелис, Калифорния. През тази година представлението няма специално избран водещ.
Големият победител на вечерта е семейната драма „Рейнман“, на режисьора Бари Левинсън, номинирана за отличието в 8 категории, печелейки 4 от тях.
Сред останалите основни заглавия са късно-бароковата драма „Опасни връзки“ на Стивън Фриърс, полуанимационната фентъзи комедия „Кой натопи Заека Роджър“ на Робърт Земекис, драматичният трилър „Мисисипи в пламъци“ на Алън Паркър и романтичната комедия „Работещо момиче“ на Майк Никълс.
Любопитен факт са номинациите за актрисата Сигърни Уивър едновременно в двете категории за главна и поддържаща роля.
На тази церемония, за първи път, традиционната фраза „And the winner is...“ („И победителят е...“) се заменя с „And the Oscar goes to...“ („И Оскарът отива в...“).

## Филми с множество номинации и награди
| Долуизброените филми получават повече от 2 номинации в различните категории за настоящата церемония: - 8 номинации: Рейнман - 7 номинации: Опасни връзки, Мисисипи в пламъци, Кой натопи Заека Роджър - 6 номинации: Работещо момиче - 5 номинации: Горили в мъглата - 4 номинации: Случайният турист, Умирай трудно - 3 номинации: Риба наречена Уанда, Мечтата на Тъкър | Долуизброените филми получават повече от 1 награда „Оскар“ на настоящата церемония: - 4 статуетки: Рейнман, Кой натопи Заека Роджър (една от наградите за този филм е за специални достижения) - 3 статуетки: Опасни връзки |

## Номинации и награди
Долната таблица показва номинациите за наградите в основните категории. Победителите са изписани на първо място с удебелен шрифт.
| Най-добър филм | Най-добър режисьор |
| --- | --- |
| - Рейнман - Случайният турист - Опасни връзки - Мисисипи в пламъци - Работещо момиче                                                                                              | - Бари Левинсън – Рейнман - Чарлз Кричтън – Риба наречена Уанда - Майк Никълс – Работещо момиче - Алън Паркър – Мисисипи в пламъци - Мартин Скорсезе – Последното изкушение на Христос                                                       |
| Най-добра мъжка роля | Най-добра женска роля |
| - Дъстин Хофман – Рейнман - Джин Хекман – Мисисипи в пламъци - Том Ханкс – Голям - Едуард Джеймс Олмос – Изправи се и докладвай - Макс фон Сюдов – Пеле завоевателят              | - Джоди Фостър – Обвиненият - Глен Клоуз – Опасни връзки - Мелани Грифит – Работещо момиче - Мерил Стрийп – Плач в мрака - Сигърни Уивър – Горили в мъглата                                                                                  |
| Най-добра поддържаща мъжка роля | Най-добра поддържаща женска роля |
| - Кевин Клайн – Риба наречена Уанда - Алек Гинес – Малката Дорит - Мартин Ландау – Мечтата на Тъкър - Ривър Финикс – Търчане напразно - Дийн Стокуел – Омъжена за мафията         | - Джина Дейвис – Случайният турист - Джоан Кюсак – Работещо момиче - Франсис Макдорманд – Мисисипи в пламъци - Мишел Пфайфър – Опасни връзки - Сигърни Уивър – Работещо момиче                                                               |
| Най-добър оригинален сценарий | Най-добър адаптиран сценарий |
| - Рейнман – Роланд Бас и Бари Мороу - Голям – Гари Рос и Ан Спилбърг - Бул Дърам – Рон Шелтън - Риба наречена Уанда – Джон Клийз и Чарлз Кричтън - Търчане напразно – Наоми Фонър | - Опасни връзки – Кристофър Хамптън - Случайният турист – Франк Галати и Лорънс Каздан - Горили в мъглата – Ана Хамилтън Филън и Таб Мърфи - Малката Дорит – Кристин Едзард - Непосилната лекота на битието – Жан-Клод Карие и Филип Кауфман |
| Най-добра кинематография (операторско майсторство) | Най-добър чуждоезичен филм |
| - Мисисипи в пламъци – Питър Бизю - Рейнман – Джон Сийл - Текила Сънрайз – Конрад Хол - Непосилната лекота на битието – Свен Никвист - Кой натопи Заека Роджър – Дийн Кънди       | - Пеле завоевателят (Дания) - Ханусен (Унгария) - Селям Бомбай! (Индия) - Учителят по музика (Белгия) - Жени на ръба на нервна криза (Испания)                                                                                               |

## Галерия
| Бари Левинсън „Оскар“ за режисура | Дъстин Хофман „Оскар“ за главна мъжка роля | Джоди Фостър „Оскар“ за главна женска роля | Кевин Клайн „Оскар“ за поддържаща мъжка роля | Джина Дейвис „Оскар“ за поддържаща женска роля |
| --------------------------------- | ------------------------------------------ | ------------------------------------------ | -------------------------------------------- | ---------------------------------------------- |
|                                   |                                            |                                            |                                              |                                                |